# Paro Wars
Paro Wars (パロウォーズ?) è un videogioco strategico a turni; videogame prodotto dalla Konami nel 1997. Figura personaggi e situazioni basate sulla popolare serie di videogiochi Parodius, che a sua volta era una parodia della serie di videogiochi Gradius. È il sesto capitolo della serie Parodius, ed è l'equivalente della serie di Cosmic Wars, un videogioco strategico a turni ambientato nell'universo di Gradius o di R·Type Command, ambientato nell'universo di R·Type.